# 효령대군 영정
효령대군 영정(孝寧大君 影幀)은 대한민국 경기도 과천시 연주암 경내 효령각에 소장되어 있는 효령대군의 초상화이다. 1978년 11월 10일 경기도의 유형문화재 제81호로 지정되었다.
효령대군은 태종의 둘째 아들로 효성이 지극하고 독서를 즐기고 활쏘기에 능하여 늘 태종의 사냥터에 따라다녔다고 한다. 훗날, 동생인 세종대왕과는 우애가 깊어 밤늦도록 국정에 관한 의견을 교환하기도 했다고 한다.
영정은 황색의 관모를 머리에 쓰고, 붉은색 홍포를 차려 입고 의자에 앉아 정면을 바라보고 있는 전신좌상이다. 영정은 관악산 연주암 경내 효령각 사찰에 봉안되어 오고 있다. 이는 효령대군이 평소 불교를 숭상하고 또한 연주암에 머물며 암자를 중건했던 각별한 인연에서 배려한 것으로 보인다.
이모를 거듭하여 정확한 제작연대는 알기 어려우나 원본의 형태를 전하고 있는 것은 분명하다. 조선시대 대군(왕자) 초상화로는 유일하게 남아있는 희귀한 예로 조선 초기의 초상화를 연구하는 데 참고자료로서 가치가 높다.

## 전해오는 이야기
연주암은 관악산의 최고봉인 연주대(戀主臺·629m) 절벽 위에 있는 암자다. 그리고 남쪽으로 약 300m 떨어진 지점에 효령각이 있다. 현재 대한불교 조계종 제2교구 본사인 용주사에서 말사로 관리하고 있다.
연주암은 신라 의상대사가 창건했다고 전하며 예부터 스님들보다는 시주를 내며 인연을 맺은 사람들로 더 유명하다.
그중에 태종의 아들이었던 양녕대군과 효령대군이 한동안 이곳에 머물렀다고 전해온다. 태종이 셋째인 충녕대군(세종)에게 왕위를 물려주자 두 대군이 여러 소문을 피해 이곳에 은신했다는 얘기이다.
효령대군은 불교신자로 불교에 관심이 높아 왕실의 종친임에도 불구하고 조선시대 불교 중흥에 기여하였다.
특히 효령대군은 유신(儒臣)들의 반대를 무릅쓰고 국보2호인 ‘탑골공원의 10층석탑’의 건립과 보물2호인 ‘보신각종’의 주조를 직접 감독하였고 옛 흥복사 터에 원각사를 짓게되자 그 역사를 주관하였다.
계정혜(戒定慧)에 바탕을 둔 불법의 수련을 독실히 하면서, 연주암(관악산), 무위사(월출산), 백련사(만덕산), 회암사(양주) 등의 수많은 사찰을 중건ㆍ중수하였고 문장에도 뛰어나 연화경(蓮華經), 금강경(金剛經),원각경(圓覺經) 등의 훈민정음 번역을 비롯하여 많은 호국불사를 주도하고 불교발전에 많은 공적을 남겼다.
이러한 공적으로 연주암 바로 위에는 효령대군의 영정을 모신 효령각이 조성되어 있다.

## 같이 보기
- 효령대군

## 참고 자료
- 효령대군영정 - 국가유산청 국가유산포털
- 효령대군영정 - 과천시 문화관광